# Osmosis Jones
Osmosis Jones é um Filme em live-action/animação de comédia, lançado em 2001. As cenas animadas foram Dirigidas por Tom Sito e Piet Kroon, e os irmãos Bobby e Peter Farrelly, os live-action.
Nesse filme, o corpo humano é definido, em uma versão ficcional, como uma cidade grande, onde microrganismos ou qualquer ser baseados em organismos são como os os seres-humanos.
O filme recebeu críticas mistas, e foi um fracasso nas bilheterias, arrecadando 14 milhões de dólares contra um orçamento de 70 milhões. O longa gerou um desenho para as manhãs de sábado na TV, Ozzy & Drix que foi ao ar no Cartoon Network entre 2002 e 2004.

## Sinopse
O filme começa com Frank Detorre e sua filha Shane no zoológico que Frank trabalha. Frank começa a comer um ovo cozido com saliva de chimpanzé, que caiu no chão. Quando começa a comer, na boca de Frank, as células brancas perseguem os germes do ovo, mas Frank boceja e os germes entram no seu corpo. Uma célula branca chamada Osmose Jones que gosta de trabalhar sozinho acidentalmente causa cãibra na perna direita de Frank. Depois, na gengiva de Frank, aparece Thrax, um vírus letal que causa um 1° sintoma em Frank (inflamação na garganta). No cérebro, o prefeito Phlegmming faz Frank tomar uma pílula fria, que se chama Drix. Ele começa a trabalhar com Jones. Depois, Thrax reúne uma gangue de germes que começam a fazer o 2° sintoma (nariz escorrendo). Jones e Drix começam a pedir informações de um germe de gripe, logo eles entram numa espinha na testa de Frank e descobrem os planos de Thrax. A espinha é explodida mas Thrax sobrevive. Depois de saber o que aconteceu, o prefeito Phlegmming demite Jones e Drix. Em uma noite, Thrax invade o cérebro de Frank e rouba a cadeia de DNA dele. Na bexiga, Jones convence Drix e vão impedir Thrax. Frank fica em coma de febre e é levado para o hospital. Na úvula Thrax foge, mas Jones o persegue. Os dois caem no olho de Shane, e depois de uma batalha vão para o cílio direito de Shane. Thrax cai num copo de álcool e é dissolvido e morto. Shane começa a chorar pois pensa que seu pai faleceu, mas Jones pousa numa das lágrimas, entra no corpo de Frank novamente e o salva, dando tempo de colocar a cadeia de DNA de Frank em seu devido lugar. Jones e Drix são premiados. Algum tempo depois, Frank finalmente faz exercícios e se alimenta bem. Nas entranhas, Phlegmming perde seu cargo de prefeito e vira zelador dos intestinos. Acidentalmente ele faz Frank soltar gases e é levado junto. 

## Elenco
- Chris Rock é Osmose Jones (voz)
- Laurence Fishburne é Thrax (voz)
- David Hyde Pierce é Drix (voz)
- Brandy Norwood é Leah (voz)
- William Shatner é Prefeito Phlegmming (voz)
- Ron Howard é Tom Colonic (voz)
- Joel Silver é Chefe
- Molly Shannon é Sra. Boyd
- Chris Elliot é Bob
- Elena Franklin é Shane Pepperidge
- Bill Murray é Frank Pepperidge

## Trilha-sonora
A trilha sonora contém Hip hop e R&B. Foi lançada em 7 de agosto de 2001 pela Atlantic Records.

### Faixas
- 1 - Summer In The City - St. Lunatics
- 2 - 2nd Best - Cherise Featuring Dino
- 3 - Big Ball - Drama
- 4 - Solo Star - Solange
- 5 - Open - Brandy
- 6 - Key To My Heart (Blacksmith R&B Rerub) - Craig David
- 7 - I Believe - R.Kelly
- 8 - Cool. Daddy Cool - Kid Rock Featuring Joe C.
- 9 - Turn It Out - De La Soul Featuring Elizabeth Yummy Bingham
- 10 - Take It To The House - Trick Daddy Featuring The Slip N' Slide Express
- 11 - Why Did You Have To Be - Debelah Morgan
- 12 - Don't Be Mad - Sunshine Anderson Featuring Rayshawn Sherrer
- 13 - Nappy Roots - Here We Go Again
- 14 - Love Me Or Leave Me - Ms. Toi
- 15 - Just In Case - Nivea
- 16 - Break U Off - Uncle Kracker